# Franz Drameh
Franz Alhusaine Drameh (London, 1993. január 5. –) angol színész. Több filmben is szerepelt, a A holnap legendái főszereplője volt.

## Filmográfia

### Filmjei
| Év   | Cím (Eredeti cím)                  | Szerep            | Magyar hangja | Megjegyzés |
| ---- | ---------------------------------- | ----------------- | ------------- | ---------- |
| 2009 | Most jó (Be Good)                  | Idősebbik testvér |               | Rövidfilm  |
| 2010 | Azután (Hereafter)                 | Tinédzser         |               |            |
| 2011 | (Painkiller)                       | Dominic           |               | Rövidfilm  |
| 2011 | Idegen arcok (Attack the Block)    | Dennis            | Orosz Ákos    |            |
| 2012 | (My Murder)                        | Marcus            |               |            |
| 2012 | Most jó (Now Is Good)              | Tommy             |               |            |
| 2014 | A holnap határa (Edge of Tomorrow) | Ford              | Papp Dániel   |            |
| 2015 | (Legacy)                           | Sean              |               |            |
| 2016 | Az új kezdet útjai (100 Streets)   | Kingsley          | Gacsal Ádám   |            |

### Televízió
| Év        | Cím (Eredeti cím)                       | Szerep                             | Magyar hangja | Megjegyzés                           |
| --------- | --------------------------------------- | ---------------------------------- | ------------- | ------------------------------------ |
| 2007      | Casualty (Casualty)                     | Casey Hughes                       |               | Vendég szereplő                      |
| 2008–09   | (Parents of the Band)                   | Granville                          |               |                                      |
| 2012      | Casualty (Casualty)                     | Stevie Kingsley                    |               | 3 epizód                             |
| 2012–13   | Vannak lányok... (Some Girls)           | Brandon Taylor                     |               | 9 epizód                             |
| 2015      | Residue (Residue)                       | Willy G                            |               | 3 epizód                             |
| 2015      | River (River)                           | Bruno                              |               | 2 epizód                             |
| 2015–2017 | Flash – A Villám (The Flash)            | Jefferson "Jax" Jackson / Tűzvihar | Sándor Péter  | 3 epizód                             |
| 2016—2018 | A holnap legendái (Legends of Tomorrow) | Jefferson "Jax" Jackson / Tűzvihar | Sándor Péter  | 43 epizód, Főszereplő (1-3. évad)    |
| 2016      | (Superhero Fight Club 2.0)              | Jefferson "Jax" Jackson / Tűzvihar |               | Rövid film                           |
| 2016      | Vixen (Vixen)                           | Jefferson "Jax" Jackson / Tűzvihar |               | csak hang, 2 epizód                  |
| 2017      | Supergirl (Supergirl)                   | Jefferson "Jax" Jackson / Tűzvihar | Sándor Péter  | 1 epizód: "Válság x-földön, 1. rész" |
| 2017      | A zöld íjász (Arrow)                    | Jefferson "Jax" Jackson / Tűzvihar | Sándor Péter  | 1 epizód: "Válság x-földön, 2. rész" |

## További információ
- Franz Drameh a PORT.hu-n (magyarul)
- Franz Drameh az Internetes Szinkronadatbázisban (magyarul)
- Franz Drameh az Internet Movie Database-ben (angolul)
- Franz Drameh a Rotten Tomatoeson (angolul)
- Franz Drameh a Twitteren
- Filmjei a tutifilmek oldalán